# More Than Words (chanson d'Extreme)
Pour les articles homonymes, voir More Than Words.
Singles de Extreme
Get the Funk Out
(1991) Hole Hearted
(1991)
More Than Words est une ballade acoustique interprétée par le groupe de rock américain Extreme, écrite et composée par son chanteur Gary Cherone et son guitariste Nuno Bettencourt.
Sortie en single le 25 mars 1991, elle est extraite de l'album Pornograffitti, édité en 1990.

## Historique
La chanson est très dépouillée, avec simplement Gary Cherone au chant et Nuno Bettencourt qui joue de la guitare acoustique et assure les chœurs. Les deux autres membres du groupe, le bassiste Pat Badger et le batteur Paul Geary, sont absents de l'enregistrement.
More Than Words s'est classée en tête des ventes dans plusieurs pays. Il s'agit du plus grand succès commercial du groupe.

## Clip
Le clip est réalisé par Jonathan Dayton et Valerie Faris. Filmé en noir et blanc, il débute avec Pat Badger qui éteint son ampli et Paul Geary qui pose ses baguettes, puis montre Gary Cherone et Nuno Bettencourt interpréter la chanson. 

## Distinction
More Than Words reçoit le prix Juno du single international de l'année en 1992.

## Classements hebdomadaires
| Classement (1991)                      | Meilleure position |
| -------------------------------------- | ------------------ |
| Allemagne (GfK Entertainment)          | 8                  |
| Australie (ARIA)                       | 2                  |
| Autriche (Ö3 Austria Top 40)           | 13                 |
| Belgique (Flandre Ultratop 50 Singles) | 1                  |
| Canada (RPM Top Singles)               | 1                  |
| États-Unis (Billboard Hot 100)         | 1                  |
| France (SNEP)                          | 8                  |
| Irlande (IRMA)                         | 2                  |
| Norvège (VG-lista)                     | 4                  |
| Nouvelle-Zélande (RMNZ)                | 1                  |
| Pays-Bas (Nederlandse Top 40)          | 1                  |
| Pays-Bas (Single Top 100)              | 1                  |
| Royaume-Uni (UK Singles Chart)         | 2                  |
| Suède (Sverigetopplistan)              | 4                  |
| Suisse (Schweizer Hitparade)           | 3                  |

## Certifications
| Pays                  | Certification | Unités certifiées |
| --------------------- | ------------- | ----------------- |
| Australie (ARIA)      | Platine       | 70 000            |
| Canada (Music Canada) | Platine       | 100 000           |
| Danemark (IFPI)       | Or            | 45 000            |
| États-Unis (RIAA)     | Or            | 500 000           |
| Italie (FIMI)         | Or            | 35 000            |
| Pays-Bas (NVPI)       | Or            | 75 000            |
| Royaume-Uni (BPI)     | Platine       | 600 000           |
| Suède (GLF)           | Or            | 25 000            |

## Reprises
More Than Words a été reprise par des artistes tels que Mina, Westlife, David Cassidy ou Sandi Thom.